# 1240
Високе Середньовіччя •  Золота доба ісламу •  Реконкіста •  Хрестові походи •  Монгольська імперія

## Геополітична ситуація
На території колишньої Візантійської імперії існує декілька держав. Фрідріх II Гогенштауфен є імператором Священної Римської імперії (до 1250). У Франції править Людовик IX (до 1270).
Апеннінський півострів розділений: північ належить Священній Римській імперії, середню частину займає Папська область, більша частина півдня належить Сицилійському королівству. Деякі міста півночі: Венеція, Піза, Генуя тощо, мають статус міст-республік, частина з яких об'єднана Ломбардською лігою.
Південь Піренейського півострова в руках у маврів. Північну частину півострова займають християнські Кастилія, Леон (Астурія, Галісія), Наварра, Арагонське королівство (Арагон, Барселона) та Португалія. Генріх III є королем Англії (до 1272), а королем Данії — Вальдемар II (до 1241).
Формально в Києві та в Галичі княжить Данило Галицький (до 1264), а у Володимирі-на-Клязмі — Ярослав Всеволодович, але всі ці землі захопили й розорили монголи. Новгородська республіка фактично відокремилася. У Польщі період роздробленості. На чолі королівства Угорщина стоїть Бела IV (до 1270).
В Єгипті, Сирії та Палестині править династія Аюбідів, невеликі території на Близькому Сході утримують хрестоносці. У Магрибі розпадається держава Альмохадів. Сельджуки окупували Малу Азію. Монгольська імперія поділена між спадкоємцями Чингісхана. Північний Китай підкорений монголами, на півдні править династія Сун. Делійський султанат є наймогутнішою державою Північної Індії, а на півдні Індії домінує Чола. В Японії триває період Камакура.
Цивілізація мая переживає посткласичний період. Почала зароджуватися цивілізація ацтеків.

## Події
- Данило Галицький захопив київський престол, прогнавши Ростилава Мстиславича. Він залишив місто під управлінням тисяцького Дмитра, якому довелося оборонятися від монголів.
- 15 липня, у битві на Неві, шведське військо розбила дружина новгородського князя Олександра Ярославовича.
- 6 грудня, після тривалої облоги, Київ захопили і поруйнували монгольські війська під проводом Батия.
- Монголи розорили Галицько-Волинське князівство й увійшли до Польщі. Спроби Данила Галицького та Михайла Чернігівського знайти допомогу на Заході успіху не принесли.
- Імператор Священної Римської імперії Фрідріх II розпочав наступ на Папську область, загрожуючи Риму. Він заборонив церковний собор, який мав намір провести папа римський Григорій IX.
- Григорій IX запропонував імператорську корону брату французького короля Роберу д'Артуа, але той відмовився.
- Король Норвегії Гокон IV завдав вирішальної поразки ярлу Скуле Бардсону, на чому тривала громадянська війна у Норвегії завершилася остаточно.
- У Румському султанаті спалахнуло повстання туркменів на чолі з Баба Ісхаком. Хоча його придушили, але султанат значно ослаб перед навалою монголів.
- Монгольське військо захопило Тибет, знищуючи численні монастирі.
- У Делійському султанаті стався переворот проти правительки Разії. Як наслідок вона загинула. Новим правителем султанату став Муїз-уд-дін Бахрам.